# Marcello Candia
Marcello Candia (Portici, 27 luglio 1916 – Milano, 31 agosto 1983) è stato un imprenditore, missionario e filantropo italiano.
Dopo tre lauree (in Chimica, Farmacia e Biologia) e una venticinquennale attività di industriale, vendette la sua prospera azienda e si recò in Brasile come missionario laico. È considerato venerabile dalla Chiesa cattolica.

## Biografia
Marcello Candia nasce terzogenito di cinque figli da una famiglia milanese a Portici, presso Napoli, dove suo padre si era temporaneamente trasferito con la famiglia da Milano per lavoro.
Dal padre milanese Camillo Candia, di spirito laico e tollerante, eredita le capacità imprenditoriali, dalla madre, Luigia (Bice) Mussato, la fede cattolica e l'amore per il prossimo. È la madre che da bambino lo accompagnava in chiesa e talvolta lo portava con sé nella sua opera di assistenza ai poveri, nell'ambito della San Vincenzo.
Il 7 febbraio 1933 Bice muore prematuramente, lasciando un vuoto incolmabile nel cuore del figlio nemmeno diciassettenne.
Marcello eredita dal padre Camillo la "Fabbrica italiana di acido carbonico dottor Candia & C.", detta FIAC con sede a Milano, che poi si è evoluta nella Società Industriale Candia-Solona. Dopo aver conseguito tre lauree (in chimica, farmacia e biologia) all'Università degli Studi di Pavia, inizia l'apprendistato nell'azienda paterna.
La seconda guerra mondiale lo vede chiamato alle armi, al ritorno si prodiga in numerose iniziative missionarie, con l'instancabile zelo che lo accompagnerà per tutta la vita.
Dopo avere aiutato gli ebrei e i perseguitati politici, nel 1945 accoglie i deportati che rientrano dalla Germania; nello stesso anno collabora con Elda Mazzocchi Scarzella alla creazione del "Villaggio della Madre e del Fanciullo", poi fonda la rivista "La missione" e successivamente, con monsignor Giovanni Battista Montini e Giuseppe Lazzati, collabora alla nascita del "Collegio degli studenti d'Oltremare".
Nel 1947 fonda a Milano l'Unione Medici Missionari italiani e, successivamente, l'"Associazione Laici in Aiuto delle Missioni".
Tale organizzazione si occupava dell’assistenza ai primi giovani che dalle missioni venivano inviati in Italia per studiare o erano invitati dallo stesso Candia su segnalazione dei rispettivi vescovi. Partecipa alla fondazione del CUAMM (Collegio Universitario Aspiranti Medici Missionari), dell’AFI (Ausiliarie Femminili Internazionali) e del GRAAL (Associazione femminile missionaria della dottoressa Adele Pignatelli), sempre a Milano, in via Kramer, un Ambulatorio missionario sotto la sigla dell’UMMI (Unione Medici Missionari italiani), un’associazione affidata alla Congregazione dei poveri servi della Divina Provvidenza di Don Giovanni Calabria.
Con questa sigla dà vita anche a una scuola di medicina missionaria per addestrare i giovani delle varie congregazioni e ordini religiosi che si preparavano a partire per le missioni. All'inizio degli anni ’50 lascia l'UMMI e dà inizio all'ALAM (Associazione Laici in Aiuto delle Missioni).

## L'esperienza missionaria in Brasile
Negli anni cinquanta matura in lui la decisione di diventare missionario laico; nel 1961 vende l'azienda ereditata dal padre e, insieme a monsignor Aristide Pirovano, vescovo del luogo, inizia la costruzione di un grande ospedale a Macapá, in Brasile, sul Rio delle Amazzoni, dove si trasferisce nel 1965.
L'ospedale, intitolato a San Camillo e a San Luigi per onorare la memoria dei genitori, inaugurato nel 1969, è la prima di numerose opere, comprendenti ospedali, lebbrosari, centri sociali e di accoglienza, oltre a conventi e scuole: è in queste strutture che la gente bisognosa di assistenza vede la possibilità di una assistenza prima negata.
Ricordiamo tra gli altri: il Centro Sociale e la casa di preghiera "Nossa Senhora da Paz" per il lebbrosario di Marituba; il Centro Sociale per il lebbrosario di Prata; i "Carmeli" di Macapà e Belo Horizonte.
Nel 1975 il più diffuso settimanale illustrato brasiliano, "Manchete", gli dedica un articolo dal titolo L'uomo più buono del Brasile.
Nello stesso anno dona l'ospedale di Macapà ai Camilliani, per garantirne la continuità dopo la sua morte.
Nel 1980 avviene l'incontro con papa Giovanni Paolo II, durante la visita del pontefice al lebbrosario di Marituba.

## La sua eredità
Nel 1982 istituisce la "Fondazione Dottor Marcello Candia" , tuttora operante.
Nel 1983 rientra molto malato dal Brasile e, ricoverato alla Casa di Cura San Pio X, muore il 31 agosto a Milano per un cancro al fegato, conseguenza di un melanoma che gli era stato diagnosticato l'anno precedente. La tomba, inizialmente collocata nel cimitero di Chiaravalle, alle porte della città, si trova ora nella chiesa milanese degli Angeli Custodi, che fu la sua parrocchia.

## Canonizzazione
Il 12 gennaio 1991, il cardinale Carlo Maria Martini apre il processo di canonizzazione del Servo di Dio Marcello Candia, chiuso l'8 febbraio 1994; nel 1998 viene depositata la “Positio super virtutibus”, ultimo passo prima della beatificazione.  Postulatore della causa è il padre missionario e giornalista Piero Gheddo. Il 9 luglio 2014 il Papa Francesco autorizza la promulgazione del decreto che riconosce l'eroicità delle virtù praticate da Marcello Candia, che diviene pertanto Venerabile.
Alcune sue espressioni tipiche: "Io non sono nulla. Sono solo un modesto strumento della Provvidenza"; "Non sono io che ho dato qualcosa, ma loro, i poveri, che danno a me"; "Chi ha molto ricevuto dalla vita deve dare molto".
A partire dal 1983 viene assegnato il premio internazionale “Marcello Candia”.
Il poeta Alberto Mario Moriconi gli dedicò un'ode.
Un istituto comprensivo di Milano, in via Polesine, sede del polo start 2 per l'accoglienza e l'integrazione degli alunni stranieri, porta il suo nome.
Il 15 marzo 2011 viene inaugurato un parco giochi a lui dedicato in un'area compresa tra le vie Colletta e Sannio a Milano.